# Alain Roche
Alain Roche (født 14. oktober 1967 i Brive-la-Gaillarde, Frankrig) er en fransk tidligere fodboldspiller, der primært spillede som forsvarsspiller. Han var på klubplan tilknyttet Girondins Bordeaux, Olympique Marseille, Auxerre og Paris SG i hjemlandet, ligesom han havde et ophold hos spanske Valencia CF. Han var med til at blive fransk mester med både Bordeaux, Marseille og Paris SG, og med sidstnævnte triumferede han også i Pokalvindernes Europa Cup i 1996.
Roche blev desuden noteret for 25 kampe og én scoring for Frankrigs landshold. Han deltog ved EM i 1996 i England, hvor franskmændene nåede semifinalerne. 

## Titler
Ligue 1
- 1987 med Girondins Bordeaux
- 1990 med Olympique Marseille
- 1994 med Paris Saint-Germain

Coupe de France
- 1986 og 1987 med Girondins Bordeaux
- 1993, 1995 og 1998 med Paris Saint-Germain

Coupe de la Ligue
- 1995 og 1998 med Paris Saint-Germain

Copa del Rey
- 1999 med Valencia CF

Pokalvindernes Europa Cup
- 1996 med Paris Saint-Germain